# Passport to Paris
 Passport to Paris és una pel·lícula estatunidenca dirigida per Alan Metter el 1999.

## Argument
Com la majoria de les adolescents, Mélanie i Allyson Porter, col·legiales californianes, s'interessen sobretot per la moda i els nois.
I ara, la seva principal preocupació és el gran ball del col·legi.
A mil llegües d'aquestes preocupacions, la seva mare, Barbara, prepara unes futures vacances parisenques...

## Repartiment
- Mary-Kate Olsen: Melanie Porter
- Ashley Olsen: Allyson Porter
- Doran Clark: Barbara
- Peter White: Edward
- Matt Winston: Jeremy Bluff
- Yvonne Scio: Brigitte
- Brocker Way: Jean
- Ethan Peck: Michel
- François Girodey: Henri
- Jon Menick: François
- Matt McCoy: Jack Porter
- Robert Martin Robinson: De Beauvoir